# Тарновский, Константин Августович
Константин Августович Тарновский (1826—1892) — российский музыкант, драматург и театральный критик.

## Биография
Константин Тарновский родился в 1826 году в Ковенской губернии. По окончании курса в Императорском московском университете поступил на службу в дирекцию московских Императорских театров, где был сначала секретарем дирекции, а потом инспектором репертуара . 
К. А. Тарновский написал, перевел и переделал до 150 пьес, напечатанных под собственным именем и под псевдонимами Семён Райский и Евстафий Берендеев. 
Будучи талантливым музыкантом, он сочинил также несколько романсов, пользовавшихся популярностью, и поставил на сцену несколько собственных феерий, из которых наибольшим успехом пользовались: «Призрак», «Лесной бродяга», «Нена-Саиб». Его водевили «Мотя», «Взаимное обучение», «Живчик», «Парики», «Пансионерка», «Фофочка», «Не бывать бы счастью», «Всех цветочков боле розу я любил», «Назвался груздем», «Пощечина», «Слепой курице все пшеница» и др. — выдержали множество представлений и долгое время входили в обычный репертуар домашних спектаклей. 
К. А. Тарновский был автором многих более крупных и мелких статей и рецензий о театре, которые печатались в «Пантеоне» Ф. Кони, «Московских ведомостях», «Figaro», «Gaulois», «Presse». В 1878 году был издан его «Театр» — сборник пьес, куда вошли трехактная комедия «Воробушки», водевили «Милые бранятся — только тешатся» и «Кварт от дамы» и комедия в 4 действиях «Тетеревам не летать по деревам». В «Колосьях» в 1884 году напечатана его драма «Золотой телец» (№ 7 и 8), а после смерти Тарновского в «Театральной библиотеке» 1894 года появились его комедия — трехактная «Княжна Маня» (№ 2.) и пятиактная «Пришла беда — растворяй ворота» (№ 9). Список драматических произведений автора был опубликован в «Ежегоднике Императорских театров», сезон 1891—1892, стр. 520—521. 
Константин Августович Тарновский скончался в 1892 году.